# Dalibor Stevanovič
Dalibor Stevanovič (Ljubljana, 27 de setembre de 1984) és un futbolista eslovè, que ocupa la posició de migcampista.

## Trajectòria
Destaca al NK Domžale, on marca 25 gols en 80 partits. Aquesta xifra crida l'atenció de la Reial Societat, que el fitxa el 2005. Al club basc, però, no té tanta fortuna i no aconsegueix despuntar, sent cedit al veí Deportivo Alavés.
El 2008 marxa al Maccabi Petah Tikva israelita, i a l'any següent, recala al Vitesse.

## Selecció
Stevanovič ha estat 15 vegades internacional amb Eslovènia, i hi ha marcat un gol, davant la selecció de San Marino.